# Miss België 2023
Miss België 2023 is de 55e editie van Miss België die op 11 februari 2023 werd gehouden in het Proximus Theater in De Panne, België.
De nieuwe Miss België werd verkozen door het stemmende publiek en een achtkoppige jury. De winnaar vertegenwoordigt België op Miss Universe en/of Miss World. Een van de eredames gaat naar het andere evenement. Emilie Vansteenkiste uit Elewijt kreeg het nieuwe kroontje van Miss België. Het was sinds 1994 geleden dat een Vlaams-Brabantse het kroontje mee naar huis nam.
32 meisjes waren in de strijd voor het kroontje. Het gala werd een uur later gestart, door een terreurbedreiging.

## Winnaar en finalisten
| Eindresultaat    | Deelneemster |
| ---------------- | --- |
| Miss België 2023 | Vlaams-Brabant Emilie Vansteenkiste |
| 1e eredame       | West-Vlaanderen Claire Lansenebre |
| 2e eredame       | Waals-Brabant Victoria Kembukuswa |
| 3e eredame       | Luik Cécile Deltour |
| 4e eredame       | Limburg Haifa Salem Ali |
| 5e eredame       | Namen Léna Forseille |
| Top 15           | Antwerpen Nell Joostens Antwerpen Ailani Ibens Brussels Hoofdstedelijk Gewest Beyza Ozciftci Limburg Charlotte Van Den Berghe Limburg Christina Lalomia Limburg Eva Keusters Namen Leia Van Hove Oost-Vlaanderen Cheany Van der Jeugt |

### Speciale prijzen
| Prijs                    | Deelneemster         |
| ------------------------ | -------------------- |
| Miss Social Media        | Eva Keusters         |
| Miss Charity Miss Talent | Claire Lansenebre    |
| Miss Sport               | Solène               |
| Miss Model               | Emilie Vansteenkiste |
| Miss Beach               | Victoria Kembukuswa  |

## Kandidaten
Een overzicht van alle 32 kandidaten. De kandidaten met een kroontje naast hun naam wonnen de regionale verkiezing in De Panne.
| Provincie                      | Kandidaat                | Leeftijd | Woonplaats    | Resultaat        |
| ------------------------------ | ------------------------ | -------- | ------------- | ---------------- |
| Antwerpen                      | Caprice Coyne            | 19       | Geel          |                  |
| Antwerpen                      | Marlies Peeters          | 20       | Lint          |                  |
| Antwerpen                      | ♕ Nell Joostens          | 25       | Lint          | Top 15           |
| Antwerpen                      | Ailani Ibens             | 17       | Antwerpen     | Top 15           |
| Brussels Hoofdstedelijk Gewest | ♕ Beyza Ozciftci         | 21       | Schaarbeek    | Top 15           |
| Oost-Vlaanderen                | Cheany Van der Jeugt     | 24       | Buggenhout    | Top 15           |
| Oost-Vlaanderen                | Lena Gonzales Blanco     | 21       | Aalst         |                  |
| Oost-Vlaanderen                | Demmi Van Bossche        | 25       | Eeklo         |                  |
| Oost-Vlaanderen                | Esmée Van Walle          | 25       | De Klinge     |                  |
| Oost-Vlaanderen                | Elise Casier             | 19       | Gent          |                  |
| Vlaams-Brabant                 | Noa Kiekens              | 22       | Liedekerke    |                  |
| Vlaams-Brabant                 | ♕ Emilie Vansteenkiste   | 21       | Elewijt       | Miss België 2023 |
| Henegouwen                     | Silva Hakobyan           | 25       | Quaregnon     |                  |
| Henegouwen                     | Perrine Blampain         | 22       | Neufmaison    |                  |
| Henegouwen                     | Valentine Roger          | 19       | Cuesmes       |                  |
| Luik                           | Noémie Rosato            | 25       | Nandrin       |                  |
| Luik                           | Kessia-Simao Viera       | 21       | Verviers      |                  |
| Luik                           | Cécile Deltour           | 25       | Dison         | 4de plaats       |
| Limburg                        | Christina Lalomia        | 19       | Genk          | Top 15           |
| Limburg                        | ♕ Haïfa Salem Ali        | 20       | Bilzen        | 5de plaats       |
| Limburg                        | Charlotte Van Den Berghe | 26       | Heusden       | Top 15           |
| Limburg                        | Amy Rombaut              | 19       | Nieuwerkerken |                  |
| Limburg                        | Eva Keusters             | 25       | Tessenderlo   | Top 15           |
| Luxemburg                      | ♕ Gwendoline Gouverneur  | 22       | Durbuy        |                  |
| Namen                          | Solyne Husson            | 22       | Yvoir         |                  |
| Namen                          | Léna Forseille           | 18       | Temploux      | 6de plaats       |
| Namen                          | ♕ Leia Van Hove          | 20       | Franière      | Top 15           |
| Waals-Brabant                  | Victoria Kembukuswa      | 19       | Waterloo      | 3de plaats       |
| Waals-Brabant                  | Lara Viegas              | 19       | Nivelles      |                  |
| West-Vlaanderen                | ♕ Claire Lansenebre      | 24       | Knokke-Heist  | 2de plaats       |
| West-Vlaanderen                | Sjoukje Degraeve         | 24       | Torhout       |                  |
| West-Vlaanderen                | Janah Vanderper          | 25       | Roeselare     |                  |

1928 · 1929 · 1930 · 1931 · 1932 · 1933 · 1934 · 1935 · 1936 · 1937 · 1938 · 1939 · 1940–1945 · 1946 · 1947 · 1948 · 1949 · 1950 · 1951 · 1952 · 1953 · 1954 · 1955 · 1956 · 1957 · 1958 · 1959 · 1960 · 1961 · 1962 · 1963 · 1964 · 1965 · 1966 · 1967 · 1968 · 1969 · 1970 · 1971 · 1972 · 1973 · 1974 · 1975 · 1976 · 1977 · 1978 · 1979 · 1980 · 1981 · 1982 · 1983 · 1984 · 1985 · 1986 · 1987 · 1988 · 1989 · 1990 · 1991 · 1992 · 1993 · 1994 · 1995 · 1996 · 1997 · 1998 · 1999 · 2000 · 2001 · 2002 · 2003 · 2004 · 2005 · 2006 · 2007 · 2008 · 2009 · 2010 · 2011 · 2012 · 2013 · 2014 · 2015 · 2016 · 2017 · 2018 · 2019 · 2020  · 2021 · 2022 · 2023 · 2024 · 2025